# Portada/article juliol 30

## Llop marsupial
El llop marsupial (Thylacinus cynocephalus) fou el marsupial carnívor més gran conegut dels temps moderns. Era nadiu d'Austràlia i Nova Guinea i es creu que s'extingí al segle xx. Es tractava de l'últim membre vivent del seu gènere (Thylacinus), els altres membres del qual visqueren en temps prehistòrics; havien aparegut a principis del Miocè.
El llop marsupial s'extingí al continent australià milers d'anys abans de l'arribada dels colons europeus, però sobrevisqué a Tasmània juntament amb altres espècies endèmiques, incloent-hi el diable de Tasmània. Generalment se sol culpar la caça intensiva, motivada per recompenses, de la seva extinció, però hi podrien haver contribuït altres factors, com ara les malalties, la introducció dels gossos o l'ocupació del seu hàbitat pels humans. Tot i que se'l considera oficialment extint, encara hi ha qui diu haver-lo vist.